# Konyaku yubiwa
Konyaku yubiwa (婚約指環, Kon'yaku yubiwa, lit. "anel de noivado"), é um filme de drama japonês de 1950, dirigido e escrito por Keisuke Kinoshita.

## Sinopse
O filme retrata um triângulo amoroso envolvendo um marido doente, sua esposa e seu médico. O marido (Michio) foi convocado para para lutar na Segunda Guerra Mundial logo após o casamento e só voltou para casa dois anos após o fim da guerra. Ele ficou doente um ano após retornar, então o vínculo matrimonial que ele tinha com sua esposa não teve a chance de se fortalecer. Quando um belo médico (Sr. Ema) começa a cuidar de Michio, Sr. Ema e a esposa (Noriko) começam a desenvolver uma paixão mútua. Ema e Noriko têm de deixar de se amarem para cumprirem suas obrigações morais, enquanto Michio tem que controlar, sozinho, suas novas emoções sobre a nova e emergente relação de sua eposa.

## Elenco
- Jukichi Uno – Michio Kuki[2]
- Kinuyo Tanaka – Noriko Kuki[2]
- Mitsuko Yoshikawa – Avó[2]
- Toshirô Mifune – Takeshi Ema[2]

## Temas
Certos objetos desempenham papéis importantes na narrativa. Por exemplo, se a esposa usa o anel de noivado, simboliza sua disposição ou não de cometer adultério com o médico, e se o médico usa ou não os sapatos que a esposa comprou para ele, simboliza sua disposição de ser adúltero. Um cruzamento de ferrovia onde eles conversam pela primeira vez representa o perigo de seu flerte.